# Tacettin Öztürkmen
Tacettin Öztürkmen (* 3. November 1913; † 20. Jahrhundert oder 21. Jahrhundert) war ein türkischer Radrennfahrer und nationaler Meister im Radsport.

## Sportliche Laufbahn
Öztürkmen war Teilnehmer der Olympischen Sommerspiele 1928 in Amsterdam. In der Mannschaftsverfolgung wurde der türkische Bahnvierer mit Galip Cav, Yunus Nüzhet Unat, Cavit Cav und Tacettin Öztürkmen auf dem 9. Rang klassiert. Über sein weiteres Leben und seine sportlichen Erfolge ist nichts bekannt.